# 弯喙薹草
弯喙薹草（学名：Carex laticeps）为莎草科薹草属的植物，为中国的特有植物。分布在朝鲜、日本以及中国大陆的湖南、福建、江苏、湖北、安徽、江西、浙江等地，生长于海拔500米的地区，一般生于路旁、山坡林下和水沟边，目前尚未由人工引种栽培。